# The Smoggers
The Smoggers es un grupo musical de Sevilla que comenzó su trayectoria en 2007 y que practica garage-punk influenciado por ese género musical de mediados de los años 60 que procedía de Texas y por el garage americano de la década de los 80 que realizaban bandas como The Pandoras, The Cynics y The Fuzztones.

## Historia
Comenzaron como cuarteto formado por Fernando Jiménez (voz, guitarra y armónica), Jesús Blanco (voz y guitarra), Gustavo Jiménez (bajo) y Ana González (batería). Su debut discográfico fue en 2011 con la edición del 10 pulgadas Smoggin’ Your Mind, editado por el sello Clifford Records, un disco de garage y proto punk cercano al estilo de The Sonics o The Cramps. Durante ese mismo año y en el siguiente lanzaron los EP A Day With You y Shame On You, publicándose en 2012 otro Mini-Lp de título Chinese Food, grabado en ocho pistas y con escasa producción.
A través de los sellos Ghost Highway Recordings y KOTJ Records, editaron en 2013 el EP Breaking Your Boots with The Smoggers. De ese mismo año fue su primer álbum Join the Riot, el último con Clifford Records de los grabados en los Hollers Analog Studios, bajo la producción de Mike Mariconda y Maxi Holler.
En 2015 dejó la banda Jesús Blanco y Ana González pasó a encargarse de teclados y voces, incorporándose a la batería Francisco Mohedano 'Goyo' en el segundo álbum Shadows in my Mind, un disco primitivo y salvaje como el garage punk de la década de los 80 y editado con el sello alemán Soundflat Records. Tras la publicación en 2017 del tercer álbum Dark Reaction que incluyó letras en español, se produjeron nuevos cambios como Juanjo González en la batería y Juan Carlos León en la guitarra que sería reemplazado en 2018 por Berny Arroyo, después de los singles It’s my Time y You Can Listen.
A mediados de 2019 lanzaron el single Tonight y a finales de septiembre de ese año se publicó el cuarto álbum Get Stoned on Fuzz, que incluyó versiones de Dickie Thomson y de Los Macana, y con el que estuvieron de gira por Alemania, Bélgica y Reino Unido antes de publicar en 2020 el single cantado en castellano Lo que daría yo y el recopilatorio de 2021 sobre trece años de trayectoria 13 Years of Fuzz Insanity!, que editó el sello americano Dead Beat Records.
En 2021 publicaron 'Funeral', con influencias de The Fuzztones, The Cramps o The Doors y que incluyó versiones de The Wailers y de The Moving Sidewalks, la banda de Billy Gibbons que precedió a ZZ-Top. Durante la gira de presentación de ese álbum se produjo la marcha de Gustavo Jiménez 'Gusti' y, junto a Fernando Jiménez y Ana González, completaron la banda Antonio Fernández (guitarras), Oscar Valero ‘Mufas’ (bajo) y David Martín (batería), con los que el 14 de marzo de 2022 se grabó el concierto en la sala madrileña Moby Dick que dio lugar al álbum en directo Live with the evil (Live in Madrid).
A través del sello portugués Chaputa Records publicaron en 2022 el single Let Me Know, en 2023 editaron con el sello francés Rogue Records el single Please, Never Change, y en 2024 nuevamente con Chaputa Records lanzaron el single  con las versiones She’s Wicked de The Fuzztones y Strychnine de The Sonics, publicándose ese mismo año el álbum My Last Rock’n’Roll.

## Discografía

#### Álbumes
- 2013 - Join the Riot (Clifford Records)
- 2015 - Shadows in my Mind (Soundflat Records)
- 2017 - Dark Reaction (Soundflat Records)
- 2019 - Get Stoned on Fuzz (Soundflat Records)
- 2021 - Funeral (Soundflat Records)
- 2024 - My Last Rock’n’Roll (Soundflat Records)

#### Álbumes recopilatorios
- 2021 - 13 Years of Fuzz Insanity! (Dead Beat Records)
- 2022 - Live with the evil (Live in Madrid) (El Beasto Recordings)

#### Mini-Lp's, EPs y Singles
- 2011 - Smoggin’ Your Mind (Mini-Lp) (Clifford Records)
- 2011 - A Day With You (EP) (Grit Records)
- 2012 - Shame On You (EP) (KOTJ Records)
- 2012 - Chinese Food (Mini-Lp) (Clifford Records)
- 2013 - Breaking Your Boots with The Smoggers (EP) (Ghost Highway Recordings y KOTJ Records)
- 2014 - International Garage Split Vol.3 (EP compartido con japoneses The Fadeaways) (Chickpea Records)
- 2016 - It’s my Time (Single) (Trash Wax Records)
- 2016 -  Chaputa!’s Double Feature Vol. 2 (EP compartido con The Satelliters) (Chaputa Records)
- 2017 - You Can Listen (Single) (Chaputa Records)
- 2019 - Tonight (Single) (Lost in Tyme Records)
- 2020 - Lo que daría yo (Single) (Soundflat Records)
- 2022 - Let Me Know (Single) (Chaputa Records)
- 2023 - Please, Never Change (Single) (Rogue Records)
- 2024 - She’s Wicked (Single) (Chaputa Records)

## Formación
- Fernando Jiménez: compositor, guitarra, voz principal y armónica.
- Ana González: teclado y voces.
- Antonio León 'Tony Love': guitarra y voces.
- Óscar Valero 'Mufas': bajo.
- David Martín: batería.